# Greg Fasala
Greg Fasala (Victoria, 10 maggio 1965) è un ex nuotatore australiano.
Specializzato nello stile libero, ha vinto la medaglia d'argento nella staffetta 4x100 m sl alle Olimpiadi di Los Angeles 1984.

## Palmarès
- Olimpiadi
  - Los Angeles 1984: argento nella staffetta 4x100 m sl.